# Орден «Слава» (Афганистан)
Орден «Слава» — государственная награда Демократической республики Афганистан.

## История
Орден был учрежден 17 мая 1982 года.

## Положение
Критерием к награждению было:
- выдающуюся государственную и общественную деятельность;
- большие успехи в развитии национальной культуры, литературы и искусства;
- особую плодотворную деятельность в подготовке национальных кадров;
- безупречную работу в государственном аппарате, направленную на всемерное развитие и укрепление завоеваний Саурской революции.

## Описание знака
Орден «Слава» представляет собой правильную восьмиконечную звезду с расходящимися выпуклыми посеребренными лучами. Между большими лучами расположено по шесть маленьких лучей, внешние концы которых расположены по эллипсу, приближающемуся к центру ордена. Лицевая сторона ордена слегка конусообразная, на ней расположен круг, по внешней стороне которого размещены, считая от центра, три полоски черного, красного и зеленого цветов. Круг расположен в центре ордена, покрыт эмалью цвета светлого лазурита. С левой и правой сторон круга имеется изображение лаврового венка, покрытое зеленой эмалью, между концами которого находится пятиконечная звезда красного цвета. В центре круга имеются выпуклые вертикальные изображения афганского серпа и молота, под которыми расположена открытая книга. Изображения серпа, молота и книги покрыты эмалью золотистого цвета.
Орден с помощью ушка и кольца соединяется с пятиугольной колодкой, покрытой шелковой муаровой лентой цвета светлого лазурита шириной 24 мм. На ленте симметрично расположены три полосы белого цвета шириной 1,5 мм каждая, чередующиеся с двумя полосками светлого лазурита. Расстояние от краев ленты до крайних полос белого цвета — 8 мм.
На оборотной стороне ордена имеется выпуклая надпись «Слава».